# 庄司英徳
庄司 英徳（しょうじ ひでのり）は、セガに所属する日本のゲーム音楽作曲家。

## 経歴
1996年、セガ第二AM研究開発部（後のセガ・インタラクティブ第二研究開発本部）サウンドセクションに入社。1999年よりセガNEソフト研究開発部サウンドグループに配属された後、2016年現在はセガゲームス第一CS研究開発部サウンドセクション1サウンドクリエイター。セガグループ（セガゲームス、セガ・インタラクティブ）のサウンドクリエイターのバンドH.のギターを担当している。

## 作品
- Digital Dance MIX（1997年）
- バーチャファイター3（1997年）
- ファイティングバイパーズ2（1998年）
- スパイクアウト（1998年）
- バーチャストライカー3（2001年）
- スーパーモンキーボール（2001年）
- スーパーモンキーボール2（2002年）
- F-ZERO GX（2003年）
- 龍が如く（2005年）
- 龍が如く2（2006年）
- 龍が如く 見参!（2008年）
- 龍が如く3（2009年）
- 龍が如く4 伝説を継ぐもの（2010年）
- クロヒョウ 龍が如く新章（2010年）
- 龍が如く5 夢、叶えし者（2012年）
- 龍が如く 維新!（2014年）
- 龍が如く0 誓いの場所（2015年）
- 龍が如く 極（2016年）
- 龍が如く6 命の詩。（2016年）
- 龍が如く 極2（2017年）
- 北斗が如く（2018年）
- JUDGE EYES:死神の遺言（2018年）
- 龍が如く7 光と闇の行方（2020年）
- LOST JUDGMENT 裁かれざる記憶 (2021年)